# Вільям Текерей
Ві́льям Ме́йкпіс Те́керей (англ. William Makepeace Thackeray, *18 липня 1811 — †24 грудня 1863) — англійський письменник-сатирик.

## Біографія
Вільям Мейкпіс Текерей був сином офіцера колоніальних військ Британської імперії і належав до привілейованих верств англійського суспільства. Після закінчення Чартерхауса він вступив до Кембриджського університету, але ступінь не отримав, тому що кар'єра держслужбовця не приваблювала його. Він хотів займатися тільки мистецтвом, тому і вирушив до Франції, яка завжди вважалася Мекою художників, особливо живописців. Мандри Європою (Франція, Німеччина, Італія) закінчились виснаженням банківського рахунку, який залишився від батьків, і необхідністю заробляти гроші. Текерей повертається до Лондона і починає займатися журналістикою, яка і стане основною справою його життя. Він обрав собі досить суворе естетичне кредо — «Правда не завжди є приємною, але кращого за правду немає нічого».
Реалізм Текерея, на відміну від реалізму Дікенса, не має прихильності до романтичної естетики. За висловом Шарлотти Бронте, він є «не романтичним, як ранок понеділка». Твори Текерея менш всього схожі на казку. Це насмішлива, аналітична і сувора проза. Тому Текерея вважають спадкоємцем англійських просвітників XVIII ст. (Свіфта, Філдінга, Стіла, Аддісона), які демонстрували іронічний різкий, як скальпель хірурга, погляд на свою схильну до чванства батьківщину. Багато років Текерей працював у сатиричному журналі «Панч» (Punch), де разом із ним висміювали недоліки Англії Томас Гуд і Дуглас Джерралд. Популярність йому принесли пародії, в яких він «знущався» над епігонами романтизму і протиставив їхній творчості свою неприємну, але корисну правду. Особливо діставалося від Текерея авторам комерційних або «салонних романів». Вельми популярними були тоді так звані «романи срібної ложки» (про життя аристократів) і романи «ньюгетської школи» (Ньюгет — знаменита лондонська тюрма, якої зараз не існує), в яких злочинний світ подавався нерідко у привабливому, лицарськи-благородному вигляді.
Помер 1863 року. Похований на кладовищі Кенсал-Грін у Лондоні.

## Творчість

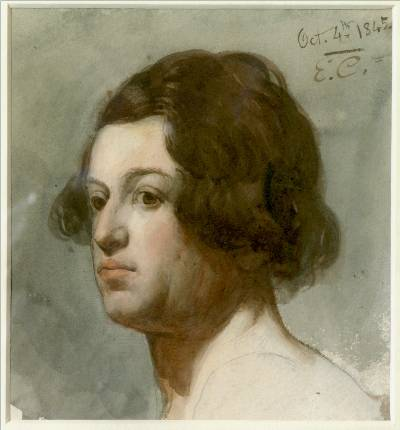
Вільям Текерей, 1845 р.

«Записки Жовтоплюша», «У благородній родині» є насмішкою над тими читачами, які полюбляють світську інтимну хроніку. Жовтоплюш — лакей, який служить у аристократичному будинку. Він підглядає й підслухає, ховаючись за шторами, зазираючи у дверні шпари. А потім надсилає отриману «інформацію» до журналу, де остання і публікується. Паскудність Жовтоплюша контрастує із авторським сарказмом і навіки відбиває бажання коли-небудь читати «жовту пресу».
«Кетрін», «Історія Семюеля Тітмарша і знаменитого діаманту Хоггарта» є пародіями на «ньюгетський роман». Текерей знімає із злочинного світу не тільки покривало благородства, а і покривало таємничості. Злочинний світ в романах Текерея виступає таким, яким він є — користолюбним й аморальним. Текерей-сатирик не жалів не тільки бульварну літературу, а і британську монархію. У вірші «Георги» («Georgies») він створює сатиричну картину «букету Георгів» : Георга І, який «мистецтва ненавидів», Георга ІІ, «жаднюги й спекулянта», Георга ІІІ, що «розумом був слабкуватий, але англієць — від голови до п'ят», і Георга Останнього, тобто IV, що прославився кулінарними й кравецькими здібностями. Текерей його інакше, як «кухарем» не називав. Сатира Текерея завжди була справедливою. Він іронізував не тільки над сучасною Англією, а і над собою.

### Книга снобів
«Книга снобів» (1847) яскраво про це свідчить. Старовинне англійське слово «snob» колись мало значення «учень ремісника», тобто «підмайстер». Коли Текерей навчався у Кембриджі, слово «сноб» на студентському жаргоні означало «підлабузник». Так презирливо називали тих студентів, які намагалися стати товаришами більш знатних і більш заможних студентів, принижуючись при цьому. Студент Текерей «снобом» не був, але явище це запам'ятав і пізніше осмислив його як національну англійську рису. А оскільки від своєї нації відмовлятися він не збирався, то вимушений був назвати «снобом» і себе самого. Сучасне розуміння слова «сноб» (той, хто із презирством ставиться до простих людей) походить від книги Текерея. «Книга снобів» являє собою низку нарисів, які показують типових представників англійського суспільства в їх національному прояві.
«Книгу снобів» можна вважати прологом до найвідомішого твору Текерея «Ярмарок марнославства» (1847). Назва книги вводить роман у традицію англійської релігійної літератури. Проповідник XVII ст. Джон Беньян, учасник Великого Бунту 1648 р., перебуваючи у в'язниці після революційних подій, написав знамениту книгу-проповідь «Шлях прочанина», в якій у дусі середньовічного жанру «видіння» розповів про примарне місто (в якому легко впізнати Лондон), куди потрапляє благочестивий прочанин дорогою до Раю. У цьому місці земного Пекла знаходиться Ярмарок Марнославства, де чоловіки продають дружин, дружини — чоловіків, діти — батьків, а батьки — дітей. І все заради єдиної мети — отримати гроші. Причому людські душі та коштовні речі тут оцінюються приблизно однаково.

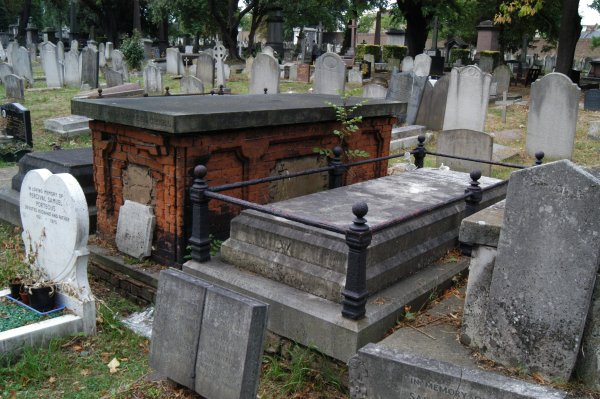
Тут поховано письменника

Ярмарком Марнославства Беньян назвав журнал Vanity Fair. Таку саму назву має роман Текерея, і перекласти цей англійський фразеологізм, який у сучасній мові означає осередок гріха, можна по-різному: «базар життєвої метушні», «ярмарок гріха», «вистава пороків», «даремна гра» тощо. «Виставою пороків» Текерей називає сучасну йому Англію, де «мазурики шастають по кишенях, жваво закликають публіку». Роман має не тільки багато значущу назву. Він має не менш значущий підзаголовок: «роман без героя». Персонажі роману, який має релігійну назву і дивує нерелігійністю свого змісту, не варті не тільки визначення героя, вони не є вартими і визначення характеру. Сучасні англійці, згідно із розумінням письменника, — просто ляльки, маріонетки, яких він смикає за ниточки, а вони танцюють, кохають, їдять, п'ють, народжуються і вмирають. Себе самого автор (до речі талановитий художник) зобразив на обкладинці у вигляді балаганного клоуна, «жалюгідного перестарка», який веселить не менш жалюгідну публіку. Герої роману, також, як і глядачі балаганної вистави, а за ними й читачі, існують у цьому світі за принципом марнославства, за законами базару, де повага до людини визначається об'ємом її капіталу, де «дорогий виїзд означає більше, ніж щастя». Таким чином Базар набуває значення реалістичного символу сучасного світу, який, за визначенням письменника, є «місцем марнославним, злим, біснуватим, повним усіляких шахрайств, фальші й удавань». Звідки ж у такому місці узятися герою? Та пошуки привели письменника, а саме не до героя, а до героїні.
Ребеку Шарп (від англ. sharp — швидкий, різкий, хитрий, гострий) він обрав героїнею свого роману, радше через те, що вона, хоча і є закінченою снобкою, але все ж таки, виглядає живою поряд із напівсонною Емілією Седлі (від англ. sadly — сумно) та іншими представниками англійського суспільства. Ребека є єдиною живою істотою цього роману, хоча при погляді на неї стає страшно: в неї є розум, але він служить тільки амбіційній спрямованості її особистості, в неї є енергія, але її спрямовано на те, щоб прорватися у верхи суспільства, в неї є чарівність, але чарівність продається (правда, дорого). В її зелених очах немає ані любові, ані доброти, там є тільки жагуче жадання стати врівень із тими, на кого бідна сирота приречена дивитися знизу вгору. Ребека проходить через різні верстви англійського суспільства, вона піднімається усе вище і вище його сходами, і ми проходимо разом із нею тим же шляхом, спостерігаючи звичаї спочатку буржуа, потім аристократів. Автор, здається є прихильнішим до міщан (буржуа). Аристократи (родина Кроулі) виглядають у нього стадом монстрів.
Долі окремих персонажів є пов'язаними з наслідками битви під Ватерлоо, яка відбулася 15 червня 1815 р., і в результаті якої армія Наполеона зазнала поразки під тиском британського і прусського війська. Чоловік маленької Емілії загинув там, і це зруйнувало її маленьке щастя. Таким чином Текерей показує історію не з лицевої сторони, а з виворітної, він визначає своє місце «серед тих, хто не воює» і показує, як видатна історична подія відображається на долях пересічних людей. Син Емілії залишився сиротою в результаті битви під Ватерлоо; батько, містер Седлі, розорився в результаті державного перевороту у Франції. Маленькі люди часто не розуміють сенсу великих історичних подій, їм не вистачає на це розуму, але історія однаково владно втручається в їх маленьке життя.

### Інші твори
Інші твори «Історія Пенденніса» (1850), «Ньюкоми» (1855), «Історія Генрі Есмонда» (1852), «Вірджинці, або повість із життя минулого століття» (1859) демонструють майстерність Текерея-реаліста й сатирика. Роман «Ньюкоми» зближує Текерея із реалізмом нової хвилі. Написаний у період соціальної стабільності, коли «голодні сорокові» вже відійшли у минуле, «Ньюкоми: Записки вельми респектабельного сімейства» на автобіографічному матеріалі осмислюють різницю між окремими історичними епохами через зображення характерів представників різних поколінь. Батько Текерея помер, коли сину було шість років. Вільям погано пам'ятав його. Але поважав пам'ять молодого офіцера колоніальних військ, який усе своє коротке життя присвятив Британській короні. Художник Клайв, головний герой «Ньюкомів» (від англ. newcomers — новоприбулі) відображає не тільки внутрішній світ Текерея; він є віддзеркаленням внутрішнього світу художників нової хвилі, які вже не мають чіткої соціальної мети, а творять радше за інстинктом, ніж за осмисленим бажанням поліпшити світ.

## Твори
- Записки Жовтоплюша (The Yellowplush Papers, 1837)
- У шляхетній родині
- Кетрін (Catherine, 1839)
- Історія Семюеля Тітмарша і знаменитого діаманту Хоггарта
- Пригоди Баррі Ліндона (The Luck of Barry Lyndon, 1844)
- Книга снобів, яку було написано одним із них (The Book of Snobs, 1848)
- Ярмарок марнославства (Vanity Fair, 1848)
- Історія Пенденніса (Pendennis, 1848 — 1850)
- Історія Генрі Есмонда (The History of Henry Esmond, 1852)
- Ньюкоми (The Newcomes, 1855)
- (The Rose and the Ring, 1855)
- Вірджинці, або повість із життя минулого століття (The Virginians, 1857 — 1859)